# Colombeia (nación)
Colombeia o Colombia fue un proyecto de federación republicana centralizada ideado en 1783 por Francisco de Miranda para agrupar a las naciones americanas independizadas del Imperio español después de las guerras de independencia hispanoamericanas. Abarcaría desde el río Misisipi hasta el cabo de Hornos, y estaría gobernado bajo la dirección de uno o dos incas.
Tomando en cuenta las dificultades comunicativas de este nuevo imperio, la capital del mismo estaría el istmo de Panamá, como punto equidistante del vasto territorio y se llamaría Colombo. La religión oficial sería el catolicismo. Fue un proyecto pionero de la unión latinoamericana, tomado por Simón Bolívar y consolidado posteriormente en un Estado conocido como la Gran Colombia, que al escindirse en tres fue preservado como nombre por el Estado moderno de Colombia.

## Historia

Bandera propuesta por Miranda en 1801.

Este proyecto ideado por Miranda en Pensacola, Estados Unidos, fue influenciado por sus cuatro años de estancia en Europa, especialmente en el Sacro Imperio Romano Germánico. Etimológicamente viene de la castellanización de Columbia.
Miranda imaginó a la federación colombiana estableciendo alianzas de larga duración con Estados Unidos y con Reino Unido, tanto de carácter militar (para contener «la ambición destructiva y devastadora del sistema francés») como también financieras y comerciales: la integración americana fue propuesta no sólo como condición de existencia para las colonias que serían independientes, sino también como vía de recuperación del retardo que en el progreso mundial le habían ocasionado los tres siglos de colonialismo.

## Organización administrativa y legal
Según los escritos de Miranda, la organización sería la siguiente:

### Ciudadanía
Solo serían ciudadanos americanos:
- Todas las personas nacidas en el país de padres y madres libres.
- Todos los extranjeros que, establecidos y casados en el país, prestaran juramento de fidelidad al nuevo gobierno, o siendo solteros prestaran servicio en tres campañas de la independencia americana. De otro modo permanecerían bajo la clase de extranjeros y la legislatura dada la circunstancia podrían acordar sus derechos.

### Comicios
Miranda previó la participación ciudadana que tuvieran las cualidades requeridas en la constitución, además de propiedad territorial de al menos cien hanegadas de tierra cultivada y que fueran mayores de veintiún años. De igual forma el gobierno velaría en distribuir a cada indio que no tenga propiedad suficiente, diez hanegadas si era casado y cinco de ser soltero.

### Composición de los cabildos o cuerpos municipales
Estaría conformado por un número de ciudadanos del distrito, quienes designarían a los ciudadanos activos y compondrían un cuerpo de electores para la representación de la provincia. Sus deberes principales serían el resguardo de los ciudadanos por parte de un cuerpo policial y la administración de las ciudades, así como la designación de quienes conformarían las asambleas provinciales.
Los miembros de los cabildos no podrían ser menores de treinta y cinco años y que tuvieran una renta anual no menor de quinientos pesos.

### Asambleas provinciales
Las asambleas provinciales estarían compuestas por un número de personas escogidas por los ciudadanos activos del imperio americano los cuales recibirían el título de amautas y; debían ser no menores de treinta años y ser propietarios del al menos treinta hanegadas de tierra cultivadas.
Tendrían a su cargo la salubridad y administración de las provincias y estarían facultados para legislar al respecto de la administración que circunscribían siempre y cuando no contradijeran o trabaran leyes generales del imperio ya que tendrían que someterla al cuerpo legislativo, el cual tenía a no más de un año para devolverla para su ejecución o negarla dando razones explicativas.
Dentro de sus funciones también estaría el nombrar entre los ciudadanos americanos las personas que conformarían el cuerpo legislativo, y ante estos tendrían el derecho de petición. Adicionalmente nombrarían a dos ciudadanos que ejercerían el poder ejecutivo de la provincia por un periodo de cinco años bajo el título de curacas, éstos no debían ser menores de cuarenta años ni poseer menos de ciento cincuenta hanegadas de tierra cultivada.

### Cuerpo legislativo (Concilio colombiano)
Dicho cuerpo estaría compuesto por los representantes oriundos de las provincias que nombrados por los amautas en número proporcional a la población de cada provincia, debían ser al menos treinta y cinco años de edad y más de ciento cincuenta hanegadas de tierra. La asamblea se denominaría como Concilio colombiano y sería el único cuerpo que dictare leyes para la federación americana. Estas leyes serían aprobadas por simple mayoría de votos para luego pasar a ser sometidas a sanción de poder ejecutivo, quien tendría el derecho de rechazar el proyecto de ley bajo argumentos expuestos al concilio. Si después de esto el concilio volviera a aprobar la ley con más de dos tercios de los votos, el poder ejecutivo debería conformarse con esta decisión y poner en ejecución sin mayor demora.
El concilio con dos tercios de la votación podía iniciar la modificación o reformar leyes de rango constitucional a lo cual el poder ejecutivo debía pasarla a las diferentes asambleas provinciales para que las aprobará las tres cuartas partes de las asambleas para ser ejecutadas. De igual formas las asambleas provinciales podrían tomar la iniciativa para que el concilio colombiano las aprobase por mayoría de tres cuartas parte.

### Poder ejecutivo
El poder ejecutivo era nombrado por el concilio colombiano y se componía de dos ciudadanos americanos que fueran mayores de cuarenta años; poseyeran una propiedad de doscientas hanegadas y haya servido uno en por lo menos en dos altos cargos del imperio. Los miembros durarían en el cargo dos lustros y para su reelección sería preciso tener un intervalo de diez años. 
Los miembros del poder ejecutivo tendrán el título de incas, nombre que sería venerable en el imperio. Uno de los incas permanecería constantemente en la ciudad federal cerca del concilio colombiano, mientras que el otro recorrería las provincias del imperio.
Los incas nombraran a dos cuestores o administradores del tesoro público; dos para el cargo de ediles, para la construcción y reparos de caminos del imperio y seis ciudadanos para el cargo de censores para llevar censos en el imperio, vigilar la instrucción pública y cuidarían del preservación de la buenas costumbres. La edad para los ediles y los cuestores no debía ser menor de cuarenta años y de cuarenta y cinco no menos de cuarenta y cinco años. Sus cargos no serían más de cinco años haciendo nuevos nombramientos inmediatamente.
En las provincias y en los ejércitos se preveía la existencias de varios cuestores, con la única atribución de percibir las restas públicas, pagar a los ejércitos. De igual manera se esperaba que en cada provincia hubiese ediles que se encargaran del cuidado de los edificios públicos, templos, acueductos y de más obras públicas. A su vez los censores tendrían subdelegados en cada provincia que reportaría al gobierno de censos cada cinco años.
Se preveía que en casos de extrema gravedad el concilio podía nombrar un dictador, de manera similar a la que se establecía en la antigua República romana, por un tiempo no mayor a un año. La postulación de este dictador quedaba en manos de los incas.

### Poder judicial
Este poder estaba compuesto por los tribunales de las provincias, los cuales eran designados por comicios de cada provincia y su número sería asignado por conveniencia del poder ejecutivo, en acuerdos con las asambleas provinciales. Los resultados de estos comicios debían ser ratificados por los incas y de ser rechazada por ellos llevada a consideración del concilio, pudiendo llamar a nuevos comicios, de lo contrario el juez quedaba legítimamente nombrado.
Los jueces deben ser ciudadanos activos no menores de cuarenta años y su cargo eran vitalicios. Al igual que en los Estados Unidos los juicios se realizarían por medio de jurados y solo serían aplicables para los casos civiles y penales. Miranda consideraba que mientras el pueblo se acostumbraba a la libertad, era conveniente nombrar provisionalmente un jurado especializado.
Entre los jueces existentes, el poder ejecutivo designaría los miembros del máximo tribunal llamada Alta Corte Nacional.